# Todd Wells

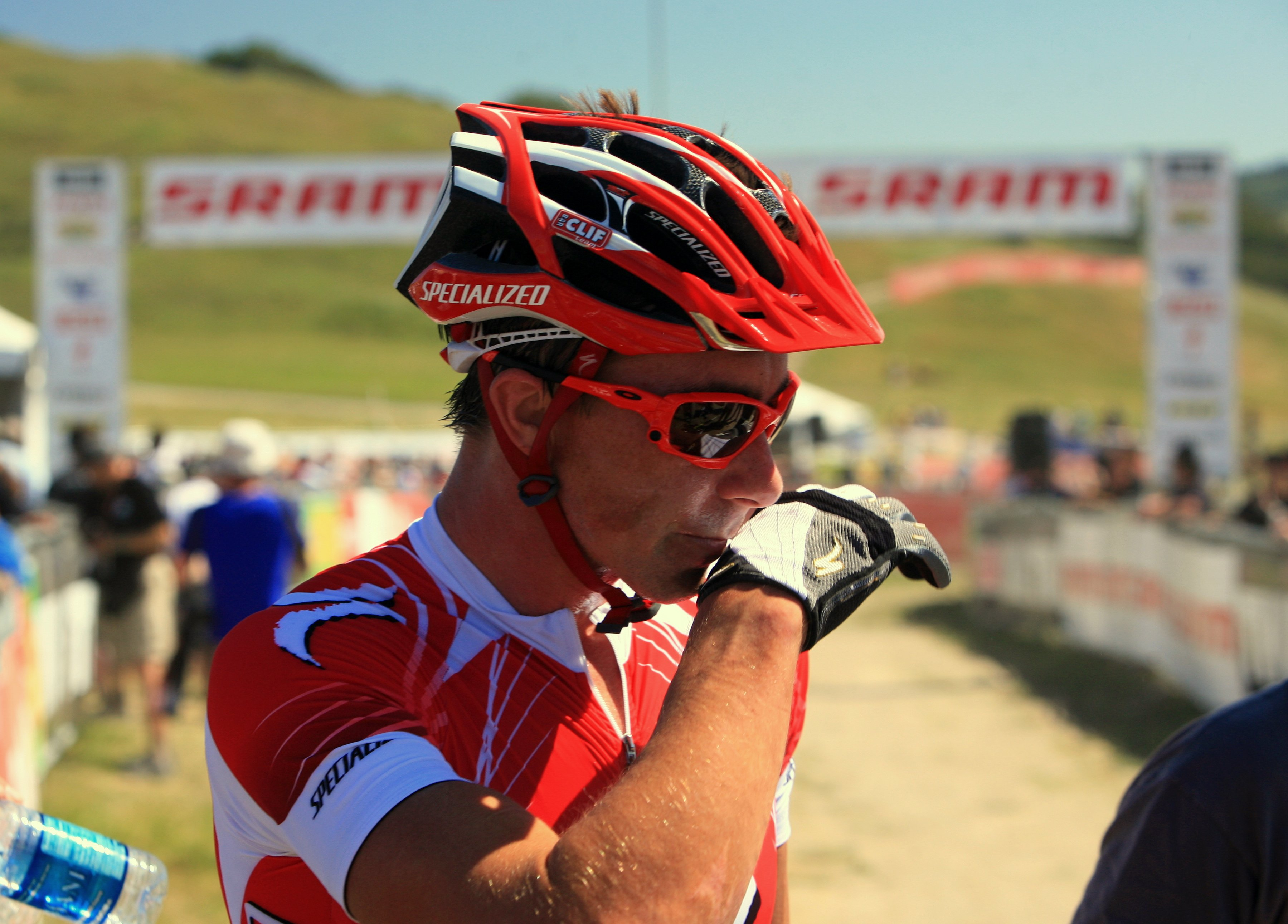
Todd Wells beim Sea Otter Classic 2009

Todd Wells (* 25. Dezember 1975 in Kingston) ist ein US-amerikanischer Cyclocross- und Mountainbike-Radrennfahrer.
Todd Wells wurde 2002 zum ersten Mal US-amerikanischer Crossmeister. In der nächsten Saison gewann er den Granogue Cross und den Grand Prix of Gloucester. Im darauf folgenden Jahr war er beim Lower Allen Classic, beim Highland Park Cyclo-Cross und beim Baystate Cyclocross erfolgreich. 2005 wurde Wells zum zweiten Mal nationaler Meister im Querfeldein. 2006 gewann er den Boulder Cup und 2007 den Fort Lewis College SquawkerCross. Im Sommer 2007 belegte er bei der panamerikanischen Meisterschaft den dritten Platz im Cross Country-Rennen auf dem Mountainbike und qualifizierte sich somit für die Olympischen Sommerspiele 2008 in Peking.

## Erfolge – Cyclocross
2002/2003
- US-amerikanischer Meister

2003/2004
- Granogue Cross, Wilmington
- Grand Prix of Gloucester 1, Gloucester

2004/2005
- Lower Allen Classic – Township Park, Camp Hill
- Highland Park Cyclo-Cross, Jamesburg
- Baystate Cyclocross, Sterling

2005/2006
- US-amerikanischer Meister

2006/2007
- Boulder Cup, Boulder

2007/2008
- Fort Lewis College SquawkerCross, Durango
- The Jingle Cross Rock 1, Iowa City
- The Jingle Cross Rock 2, Iowa City
- Verge NECCS #6, W.E. Steadman GP, Rhode Island

2008/2009
- National American Trophy #5, Boulder
- USGP of Cyclocross #4 – Mercer Cup, West Windsor
- N. American Trophy #8 – Whitmore's Landscaping Super Cross Cup 2, Southampton
- The Jingle Cross Rock #2, Iowa City

2009/2010
- Jingle Cross Rock – Night Rock, Iowa City
- Jingle Cross Rock – Rock 1, Iowa City
- Jingle Cross Rock – Rock 2, Iowa City
- USGP of Cyclocross – Portland Cup 1, Portland

2010/2011
- US-amerikanischer Meister

2011/2012
- Jingle Cross Rock – Rock 2, Iowa City

2013/2014
- Nittany Lion Cross 1, Breinigsville
- Nittany Lion Cross 2, Breinigsville

## Erfolge – Mountainbike
2010
- Panamerikameister – Cross Country
- US-amerikanischer Meister – Cross Country
- US-amerikanischer Meister – Short Track

2012
- Panamerikameister – Cross Country
- US-amerikanischer Meister – Short Track
- US-amerikanischer Meister – Marathon

2013
- US-amerikanischer Meister – Marathon

2014
- US-amerikanischer Meister – Marathon
- US-amerikanischer Meister – Cross Country

## Teams
- 2006 Targetraining
- 2007 GT Bicycles
- 2008 Team GT / Jelly Belly Cycling Team
- 2009 Specialized
- 2010 Specialized
- 2011 Specialized
- 2012 Specialized
- 2013 Specialized
- 2014 Specialized Racing XC